# Stamp River Provincial Park
Der Stamp River Provincial Park ist ein Provincial Park in British Columbia, Kanada. Der 327 Hektar große Park liegt 14 Kilometer nördlich von Port Alberni auf Vancouver Island. Der Park liegt im Alberni-Clayoquot Regional District.

## Anlage
Der Park zieht sich in Nord-Süd-Richtung entlang dem Stamp River. Der Stamp River wurde benannt nach Edward Stamp, einem Pionier der Sägewerke im Alberni Valley. Der Stamp River fließt in den Somass River und dann in das Alberni Inlet. Nordöstlich des Parks steigt das Gelände stark zu den Bergen der Beaufort Range an.
Bei dem Park handelt es sich um ein Schutzgebiet der Kategorie II (Nationalpark). Der Park gehört dabei, zusammen mit dem Taylor Arm Provincial Park, dem Sproat Lake Provincial Park und anderen, zu einer ganzen Gruppe der Provincial Parks in British Columbia in dieser Region.

## Geschichte
Der Park wurde am 23. Juli 1997 gegründet. Lange bevor die Gegend jedoch Teil eines Parks wurde, waren der See und seine bewaldete Umgebung schon das traditionelle Jagd- und Fischerei-Gebiet verschiedener Stämme der First Nations, hier hauptsächlich der Nuu-chah-nulth.
Auf Grund ihrer relativ leichten Zugänglichkeit war die Gegend eines der ersten größeren kommerziellen Holzeinschlaggebiete auf Vancouver Island.

## Flora und Fauna
Im Park gibt es Stromschnellen und einen Wasserfall sowie eine große Fischtreppe, die von Fisheries and Oceans Canada gebaut wurde und die es einer halben Million Silberlachsen, Rotlachsen und Königslachsen ermöglicht, während der jährlichen Laichzeit von August bis Dezember flussaufwärts zu gelangen. Das Laichen dieser Arten findet im Oberlauf des Flusses und im Great Central Lake statt. Während der Lachssaison halten sich in diesem Gebiet vermehrt Amerikanische Schwarzbären auf, die durch den Fischreichtum im Fluss angelockt werden.

## Aktivitäten
Der Park verfügt über 23 Campingplätze und 2 Kilometer Wanderwege entlang dem Stamp River.